# Narberth (Royaume-Uni)
Pour les articles homonymes, voir Narberth.
Narberth (en anglais) ou Arberth (en gallois) est une petite ville et une communauté du Pembrokeshire, au pays de Galles.

## Toponymie
Le nom gallois de la ville, Arberth, désigne un endroit situé « près de la haie » (yn ar perth). Il est devenu Narberth en anglais par mécoupure du gallois « yn Arberth » « à Arberth ». On le trouve sous la forme Nerberth en 1291.

## Géographie
Narberth est située dans le sud-est du Pembrokeshire, à 18 km à l'est de Haverfordwest, le chef-lieu du comté.
La communauté de Narberth comprend aussi le village de Crinow (en), à 2 km à l'est du centre-ville.
La route A40 (en), axe important qui relie Londres à Fishguard en traversant le pays de Galles méridional d'est en ouest, passe à un kilomètre et demi au nord du centre-ville. Dans le sens nord-sud, la ville est traversée par la route A478 (en) qui relie Cardigan à Tenby. La gare de Narberth (en) est située sur la West Wales line (en) entre Pembroke Dock et Swansea.

## Histoire
En 1536, les Laws in Wales Acts entraînent le découpage intégral du pays de Galles en comtés et hundreds, sur le modèle anglais. Narberth devient alors le siège de l'un des sept hundreds du Pembrokeshire, le hundred de Narberth (en).
Après l'abandon du système des hundreds, Narberth devient en 1894 le chef-lieu du district rural de Narberth (en). L'ancienne paroisse est à l'époque partagée entre les paroisses civiles de Narberth North, qui comprend la ville proprement dite, et Narberth South, centrée sur le village de Templeton. La ville de Narberth est détachée du district rural en 1902 pour former un district urbain séparé. Ces deux districts sont abolis en 1974 avec la création du district du South Pembrokeshire, qui disparaît à son tour en 1996.

## Politique
Pour les élections locales, la communauté de Narberth est divisée entre deux wards (districts électoraux). La ville proprement dite correspond au ward de Narberth Urban, tandis que la campagne environnante forme celui de Narberth Rural avec la communauté voisine de Templeton, au sud. Chacun de ces deux wards élit un des 60 membres du conseil de comté du Pembrokeshire (en). Lors des élections locales de 2022, le candidat travailliste Marc Tierney est élu à Narberth Urban, tandis que l'élection de Narberth Rural est remportée par l'indépendant Elwyn Albert Morse.
Pour les élections à la Chambre des communes, Narberth appartient à la circonscription de Mid and South Pembrokeshire depuis les élections générales de 2024.
Pour les élections au Parlement gallois, Narberth est rattachée à la circonscription de Carmarthen West and South Pembrokeshire.

## Démographie
Au recensement de 2011, la communauté de Narberth comptait 2 489 habitants.

## Culture locale et patrimoine

### Lieux et monuments

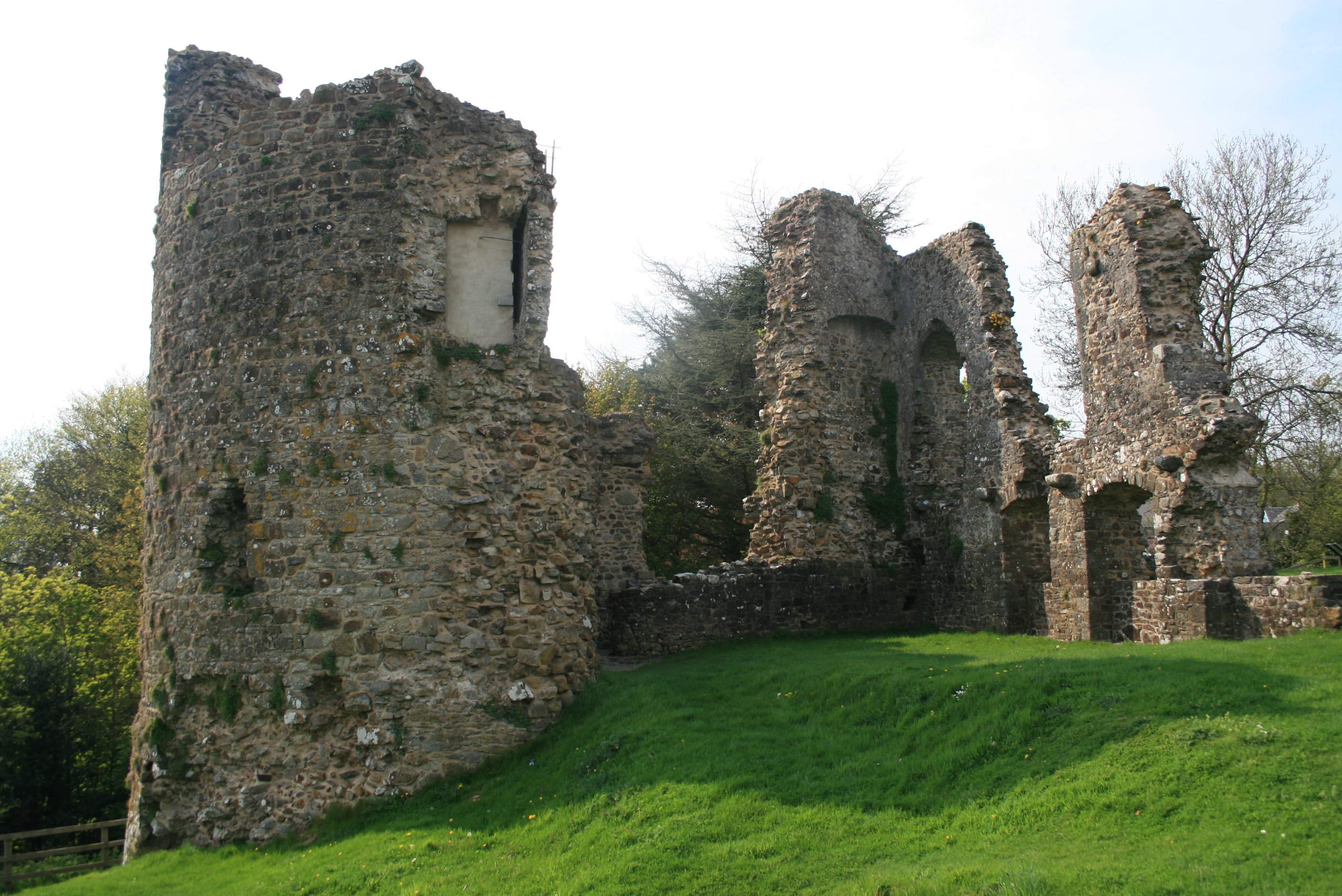
Les ruines du château de Narberth.

Le château de Narberth (en), au sud de la ville, remonte au XIIIe siècle. Ses ruines forment un monument classé de grade I depuis 1951.

### Dans les arts
Dans la mythologie celtique brittonique, le prince Pwyll de Dyfed tient sa cour à Arberth, un lieu où prennent place une partie des événements de la première et de la troisième des Quatre Branches des Mabinogi.

### Personnalités liées
Sont nés à Narberth :
- le marchand de cuir Howell Davies (en) (1851-1932), député libéral de Bristol South de 1906 à 1922 ;
- l'humoriste Wyn Calvin (en) (1925-2022).